# 水平性
水平性（西班牙語：Horizontalidad），又称水平主义（horizontalismo），是一种创建、发展和维持社会结构以公平分配管理权力的社会关系的主张。这些结构和关系通过动态的自我管理发挥作用，涉及个人之间的持续参与和交流，以实现集体整体的更大目标。
“水平性”作为一个特定术语，起源于2001年12月阿根廷经济危机发生后涌现的激进的“占领”工作场所的运动。根据玛丽娜·西特林的说法，它是一种新的社会创造。与过去的许多社会运动不同，水平性运动拒绝政治纲领，选择直接创造民主空间和新的社会关系。
“水平主义者”这一相关术语在2004年于伦敦举办的反全球化的欧洲社会论坛上出现，用来描述那些“追求参与者之间的开放关系，以讨论性互动（而非代表身份）构成任何决策的基础”的人。与之相对的是“垂直主义者”，他们“假设代表性结构的存在及其合法性，在这些结构中，谈判权力基于选举授权（或组织成员同意的任何其他选择方式）累积。”
保罗·梅森说：“水平主义运动的力量首先在于：即使是对理论一无所知的人，也能轻松复制这些运动；其次在于：它们成功打破了试图约束自身的等级体系。与1970年代和1980年代那种结构严密、难以攻克的知识体系不同，如今的人们接触到的是一种拼贴式的观念组合。（……）水平主义运动面临的重大问题在于：只要你没有清晰地与权力对抗，你基本上就是在做某人称之为‘通过暴动实现改革’的事情：——穿连帽衫的人坐牢一年，以便穿西装的人让他的法案在议会顺利通过”。
“水平性”具有无政府主义的的许多特征，但与无政府主义不尽相同。